# Leonid Koetsjma
Leonid Danylovytsj Koetsjma (Oekraïens: Леонід Данилович Кучма) (Tsjajkino, 9 augustus 1938) was de tweede president van Oekraïne van 1994 tot 2005. Van 13 oktober 1992 tot 22 september 1993 was hij de tweede premier van Oekraïne.
In 2001 raakte hij betrokken bij een schandaal, toen de kritische journalist Georgi Gongadze plotseling verdween en diens onthoofde lijk weken later werd teruggevonden in een bos bij de hoofdstad Kiev. Uit bandopnamen die een presidentiële lijfwacht stiekem had gemaakt, was op te maken dat de president opdracht had gegeven om Gongadze "aan te pakken".
Ook brachten de geluidsbanden een hoop andere affaires aan het licht: intimidatie en bedreiging van journalisten en parlementariërs, corruptie en omkoping, verkiezingsfraude, geheime wapenleveranties aan Irak en andere landen, enz. Het Hooggerechtshof verleende hem immuniteit voor misdrijven begaan tijdens zijn regering.
Koetsjma's bewind bevorderde de opkomst van een klasse van corrupte oligarchen. In de latere jaren van zijn bewind werd hij steeds meer pro-Russisch.
Bij de presidentsverkiezingen van 2004 leek aanvankelijk de door Koetsjma gesteunde zittende premier Viktor Janoekovytsj Koetsjma's opvolger te worden, maar na wijdverbreide protesten wegens vermeende grootschalige verkiezingsfraude werd de tweede stemmingsronde nog eens overgedaan. Dit keer was de westers-gezinde oppositieleider en oud-premier Viktor Joesjtsjenko winnaar. Aanklachten van Janoekovytsj en zijn aanhangers wegens onregelmatigheden en fraude werden ongegrond verklaard en op 23 januari 2005 werd Joesjtsjenko beëdigd.
Hij heeft de Russische invasie van Oekraïne in 2022 scherp veroordeeld.